# 艾滋病孤儿

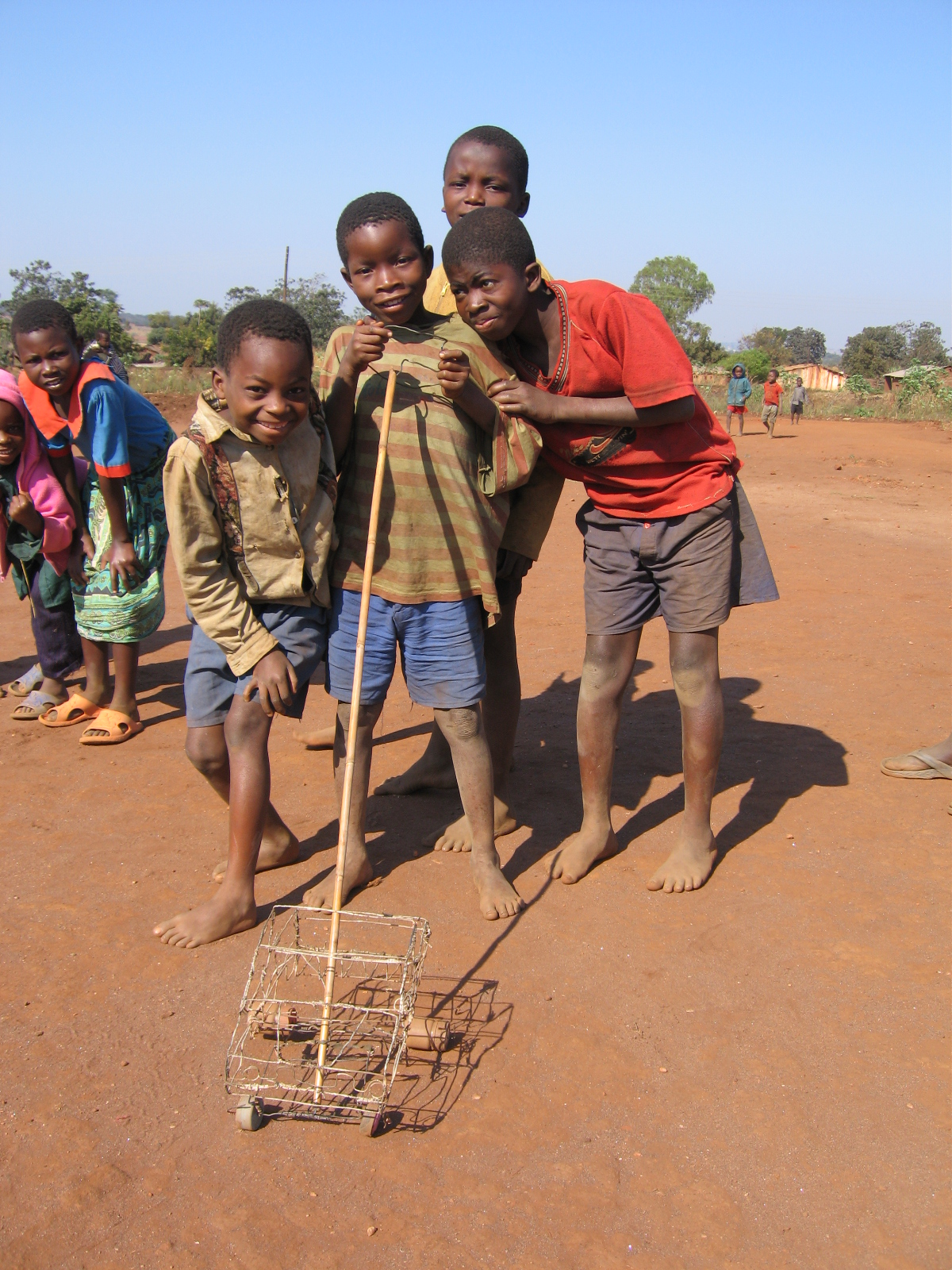
馬拉威的愛滋病孤兒

愛滋病孤兒是指由於父母一方或雙方因愛滋病過世而成為孤兒的儿童 。
聯合國愛滋病規劃署（UNAIDS）、世界衛生組織（WHO）和聯合國兒童基金會（UNICEF）在統計中，将“愛滋病孤兒”定义为母親在小孩15歲之前就過世的儿童，不考虑其父親是否在世。因此，有研究調查出有80%的愛滋病孤兒实则仍有父親照顧。
每年大約有7萬名新的愛滋病孤兒，2010年底前，估計總共會有超過兩千萬的愛滋病孤兒。
由於愛滋病主要影響的是性行為頻繁的人，因此因愛滋病死亡的人大多是家中主要的經濟支柱，這些愛滋病孤兒就必須仰賴國家的照護以及經濟資助，特別是非洲的國家。
據2007年統計，愛滋病孤兒人數最多的國家是南非（南非将愛滋病孤儿的年龄上限放大到18歲）。據 2005 年統計，愛滋病孤兒佔所有孤兒之中比例最高的國家是辛巴威。

## 另見
- 愛滋病

## 外部連結
- （英文） 愛滋病孤兒全球資源